# Académie de musique Saint-Grégoire
L'Académie de musique Saint-Grégoire est une école de musique sacrée fondée à Tournai (Belgique) en 1878. À l'origine, elle portait le nom d'École Saint-Grégoire.
Devenue diocésaine en 1891, elle est agréée en 1987 par le Ministère de la Communauté française de Belgique et porte, depuis lors, le titre d'Académie de musique Saint-Grégoire.
Elle doit sa réputation à l'envergure de ses directeurs et à la qualité de son corps professoral, qui ont su imprimer une forte identité à l'établissement, susciter l'intérêt de musiciens éminents (tels César Franck, Edgar Tinel, Peter Benoît, Joseph Jongen, Jean Absil, André Dumortier, Jean Langlais, Maurice Guillaume, Rolande Falcinelli, Jeanne Joulain), et contribuer au rayonnement artistique de la musique sacrée (en général) comme de la vie musicale du Tournaisis (et au-delà).
Ajoutons à cela le parcours d'anciens élèves devenus, pour certains, organiste professionnel, compositeur, professeur de Conservatoire Royal, directeur d'Académie de Musique, de l'IMEP, expert en facture d'orgue, musicologue, chargé de cours en Université, membre de l'Académie Royale des Sciences, des Lettres et des Beaux-Arts de Belgique (voir infra).
En 1998, à la suite d'une importante réforme structurelle et pédagogique, étant donné sa spécificité, l'Académie est intégrée dans un nouveau décret au titre d'organisation particulière.
Elle dispense un enseignement artistique de niveau secondaire artistique à horaire réduit (ESAHR), reconnu et subventionné par la Communauté française de Belgique.

## Historique

### Origine
C'est en 1878 à Tournai, ville épiscopale, qu'est fondée l'École Saint-Grégoire. À l'origine, elle est placée sous l'égide des Frères des Écoles Chrétiennes et de l'Institut Saint-Luc, nouvellement créé à Tournai (1878), en qualité qu'École de dessin.
Au plan musical et liturgique, la création de l'École Saint-Grégoire s'inscrit dans le sillage du Mouvement Cécilien, alors actif dans toute l'Europe.

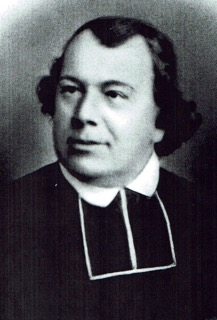
Le chanoine Frédéric Maton, premier directeur.

À Ratisbonne (Regensburger Domspatzen), Paris (Schola Cantorum), Rome (Institut pontifical de musique sacrée), Malines (Institut Lemmens), naissent des Écoles de Musique Sacrée, lointaines héritières des Écoles cathédrales du Moyen Âge. Leur programme est, à la suite des recherches musicologiques menées parallèlement en Allemagne, en Suisse et en France, de redonner vie au chant grégorien, à la polyphonie vocale telle que pratiquée à la Renaissance (de type Palestrinien) et, plus largement, de susciter un répertoire musical inspiré de la tradition chrétienne. À ces établissements d'enseignement supérieur répondent, dans quelques diocèses, des Instituts de niveau secondaire. L'École Saint-Grégoire – dont le nom fait référence au Pape Grégoire Ier–, est l'un d'eux. À l'origine, elle s'oriente vers l'étude du chant grégorien et de la polyphonie vocale, aux fins de préparer, dans l'esprit du futur Motu proprio Inter Pastoralis officii sollitudes (1903) du pape Pie X, les choristes de la maîtrise de la cathédrale Notre-Dame. 

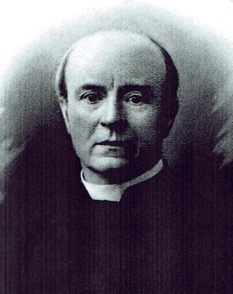
Le chanoine Joseph-Jules Dedoncker, second directeur.

Le premier directeur est le chanoine Frédéric Maton (1827-1893). À la fois licencié de l'Université  catholique de Louvain et diplômé du Conservatoire royal de Bruxelles où il a recueilli l'enseignement de François-Joseph Fétis, directeur de la Maîtrise de la cathédrale (alors l'une des plus réputées de Belgique), ses initiatives suscitent l'intérêt et les vifs encouragements de César Franck, lors de son passage à Tournai en 1890 avec le quatuor Ysaÿe (événement immortalisé par une célèbre photographie). Plus tard, le compositeur belge Edgar Tinel (directeur de l'Institut Lemmens avant d'être directeur du Conservatoire Royal de Bruxelles) lui apportera également son soutien. Dans son enseignement, le chanoine Frédéric Maton est secondé par le chanoine Victor Durez, (1848-1918), cofondateur de l'École Saint-Grégoire et Maître de Chapelle de la cathédrale. En 1886, les cours d'harmonie et d'orgue sont créés.
En 1891, Isidore-Joseph Du Rousseaux, évêque de Tournai, confie le cours d'orgue et la direction de l'école (devenue diocésaine) à l'abbé (et futur chanoine) Joseph-Jules Dedoncker (1863-1947). La guerre de 1940 met un terme à sa longue carrière au cours de laquelle il a formé — entre autres élèves — les compositeurs Jean Absil et Abel Debourle.

En 1946, Étienne Carton de Wiart (nouvel évêque de Tournai) confie la destinée de l'École à l'abbé Abel Delzenne (1914-2004). Homme d'initiative, celui-ci réorganise les cours en prenant conseil auprès du directeur de l'Institut Lemmens à Malines, Jules Van Nuffel. En 1949, il fait construire un orgue d'étude par la Maison Maurice Delmotte et organise les Matinées de Saint-Grégoire, manifestations auxquelles de nombreuses personnalités du monde musical apportent leur concours. Parmi celles-ci, citons les organistes Maurice Guillaume, Abel Debourle, Jeanne Joulain et Jean Langlais ; les musicologues Ernest Closson et Charles Van den Borren ; l'organologue Dom Joseph Krebs, les compositeurs Jean Absil et Joseph Jongen ; le pianiste André Dumortier. Dans son œuvre musicale et pédagogique, le chanoine Delzenne reçoit également le soutien des organistes Charles Hens et Pierre Froidebise. 

Le chanoine Abel Delzenne, troisième directeur.

En 1962, l'École Saint-Grégoire s'associe à la maîtrise de la cathédrale (sous la direction du chanoine Delzenne) pour la première exécution « aux temps modernes » de la célèbre Messe de Tournay, plus ancienne messe polyphonique connue (XIIIe siècle), à l'occasion du centenaire de la découverte de son manuscrit par Edmond de Coussemaker.
En 1981, le chanoine Delzenne prend sa retraite. L'évêque de Tournai, Jean Huard, confie la charge à Henri Barbier, diplômé du Conservatoire Royal de Bruxelles, maître de chapelle et organiste de la cathédrale, lequel s'entoure d'une équipe de jeunes professeurs.

### De l'École à l'Académie

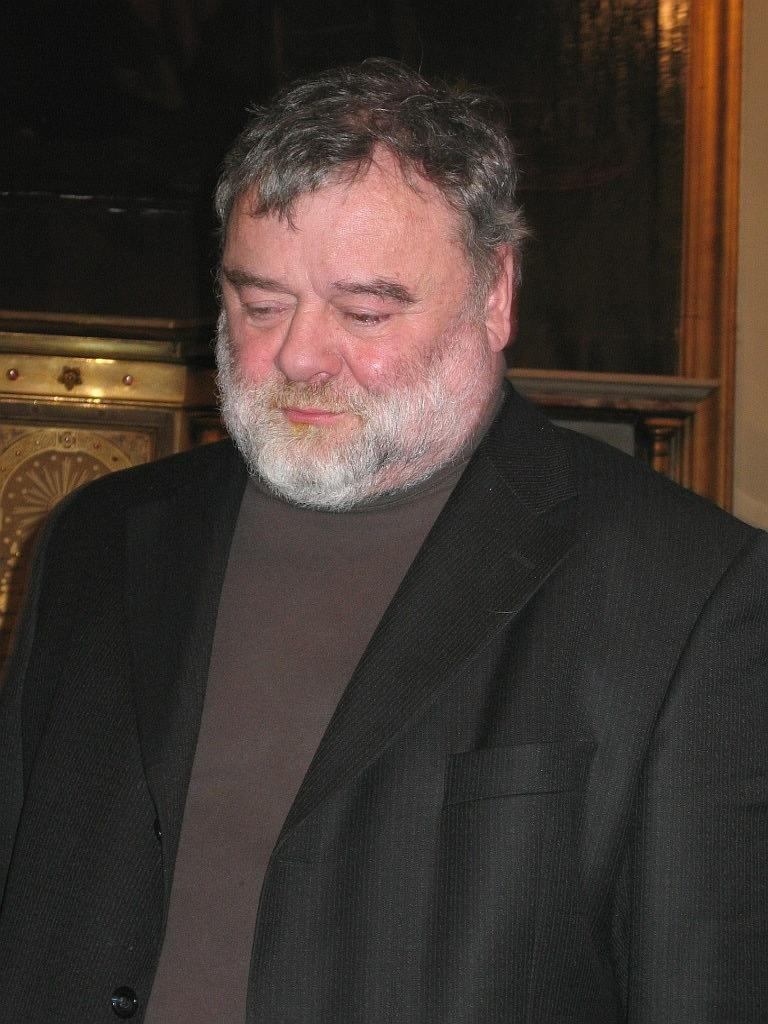
Henri Barbier, quatrième directeur.

En 1987, l'École Saint-Grégoire est reconnue et subventionnée par la Communauté française de Belgique. Elle adopte définitivement le nom d'Académie de Musique Saint-Grégoire. Appelé à d'autres fonctions, Henri Barbier achève son mandat de directeur.
Stéphane Detournay (organiste diplômé du Conservatoire Royal de Bruxelles et docteur en musicologie) lui succède en 1988. La reconnaissance de l'Académie par la Communauté française de Belgique entraîne de nombreuses modifications structurelles, administratives et pédagogiques. Au cours des années 1990, l'Académie s'associe au Conservatoire Royal de Mons dans le cadre concerts, master-class et conférences consacrées aux musiciens français Marcel Dupré, Rolande Falcinelli et Jeanne Joulain. 

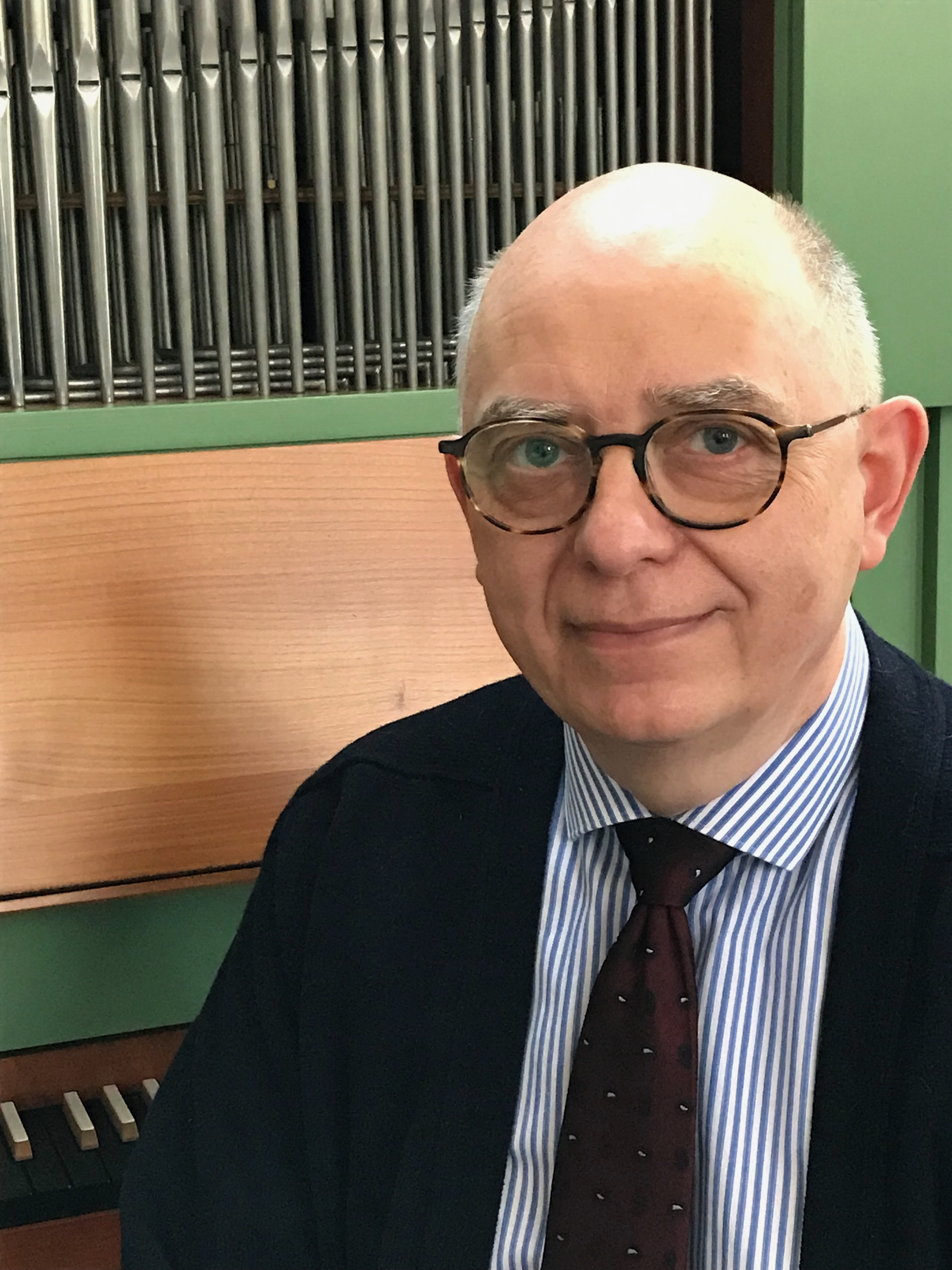
Stéphane Detournay, cinquième directeur.

En 1998, une réforme est décidée par le Ministère de la Communauté française de Belgique, laquelle concerne tous les établissements d'enseignement artistique. L'Académie de Musique Saint-Grégoire intègre ce texte au titre d'organisation particulière. Les années 1990 et 2000 voient l'organisation de partenariats avec plusieurs écoles fondamentales tournaisienne du réseau libre. En 2000, un deuxième orgue d'étude (construit par la Maison Delmotte de Tournai) est installé. Dans un souci d'ouverture aux différentes esthétiques d'orgue, outre les deux instruments d'études qui se trouvent dans ses locaux, l'Académie dispense des cours dans différentes églises de la région :  
En 2003, Stéphane Detournay crée Les « Conférences de Saint-Grégoire » qui prolongent les « causeries » organisées auparavant par le chanoine Delzenne dans le cadre des « Matinées de Saint-Grégoire » (entre 1948 et 1961). Ces conférences abordent des sujets à caractère historique, philosophique, esthétique et spirituel en lien avec l'axe culturel et intellectuel prôné par l'Académie. En 2012, à l'initiative du directeur, une revue électronique mensuelle est créée : Le Courrier de Saint-Grégoire (voir infra). En 2021, le décret régissant l'Académie est modifié, autorisant l'organisation de nouveaux cours (dans le respect de la spécificité de l'établissement). Enfin, en 2025, grâce à la collaboration de la Ville de Tournai, un cours de carillon est institué (celui-ci se donne au beffroi communal).

## Héraldique et devise

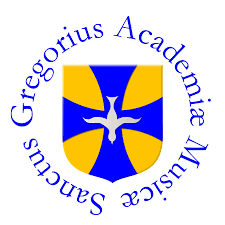

En 2022, l'Académie adopte un blason. Ses armes se blasonnent comme suit : « D'or à la croix pattée d'azur chargée d'un Saint Esprit d'argent ». L'or et l'argent se rapportent aux couleurs de l'Église. L'azur est la couleur mariale (la cathédrale de Tournai est dédiée à la Vierge Marie et c'est à Tournai que l'École Saint-Grégoire a été fondée au XIXe siècle). La croix est le symbole de la foi chrétienne. Il s'agit d'une croix pattée, allusion à la Croix Byzantine qui, jusqu'à son vol en 2008, faisait partie du Trésor de la cathédrale de Tournai. Elle évoque également les origines orientales du chant liturgique romain.Viennent ensuite les cônes situés entre les bras de la croix. Ils dessinent la forme de la tiare papale, une allusion au Pape Grégoire Ier dont le nom est devenu le patronyme de l'École (puis Académie). Apparaît enfin la colombe, symbole de l'Esprit-Saint. Sa position inversée indique qu'il inspire les âmes. La colombe établit une autre référence à Grégoire Ier : la tradition rapporte qu'il aurait copié le chant grégorien sous l'inspiration du Saint-Esprit (de nombreuses gravures anciennes le représentent écrivant au lutrin, la colombe près de l'oreille).
La même année, elle adopte pour devise « Laudate Deum in voce et organo ». Celle-ci est inspirée du Psaume 150.

## Le Séminaire

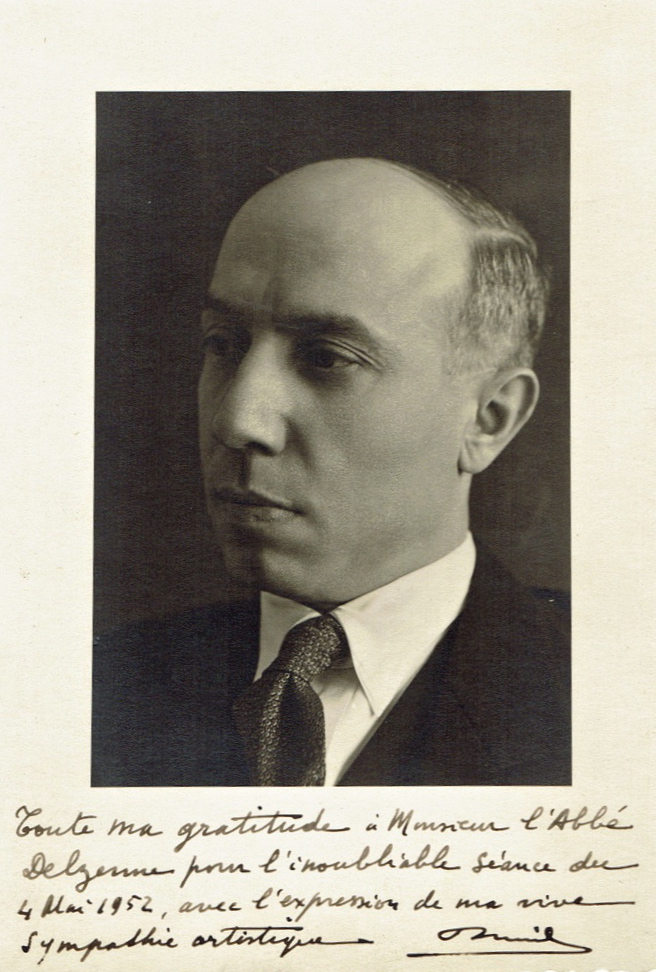
Le compositeur Jean Absil fut élève de l'École Saint-Grégoire.

Au cours de son histoire, l'École Saint-Grégoire a déménagé à plusieurs reprises (toujours à Tournai). Notons, en particulier, la destruction de ses locaux lors du bombardement de la ville, en mai 1940.
Depuis 1986, elle est installée au Séminaire Épiscopal de Tournai, originellement un Collège des Jésuites datant de 1595 (bâtiment classé). Outre les classes de cours, elle a accès à un auditoire (pour les conférences) et à une église (privée) pour les manifestations musicales et pédagogiques.

## Enseignement

### Accès
Les cours sont accessibles aux élèves qui le souhaitent, dans le respect des dispositions statutaires prévues par la Fédération Wallonie-Bruxelles.
Les élèves sont admis à partir de l'âge en 5 ans. Les cours accessibles à toutes les classes d'âge (selon les modalités fixées dans la programme pédagogique de l'établissement).
L'Académie accueille les élèves qui n'ont aucune formation musicale préalable comme ceux qui désirent approfondir leurs connaissances et bénéficier des cours spécifiques qu'elle organise.

### Cours

Le compositeur Joseph Jongen. Certaines de ses œuvres furent exécutées à l'École Saint-Grégoire.

L'Académie n'organise que les cours relevant du Domaine Musique, selon un programme qui lui est spécifique.
Elle dispense les cours suivants (répartis en cours de base et cours complémentaires) : orgue, accompagnement, clavecin, continuo, chant, direction de chant liturgiques, chant d'ensemble, formation musicale, écriture, histoire de la musique, histoire de la facture d'orgue.
Le cours de formation musicale fait l'objet d'une pédagogie créative : Créatif Approche Glogale de Jean-Claude Baertsoen.
Les cours sont organisés en filières préparatoire, de formation, de qualification et de transition.

### Diplôme spécifique
Indépendamment des diplômes et attestations prévues par la Fédération Wallonie-Bruxelles, l'Académie de Musique Saint-Grégoire dispense un diplôme qui lui est propre, reconnu par Arrêté Royal et par le diocèse. Il permet à son récipiendaire de bénéficier du barème d'organiste diplômé dans le cadre d'une fonction liturgique.

## Activités auxiliaires
Régulièrement, l'Académie organise des manifestations : auditions d'élèves, de professeurs, conférences, concerts thématiques, visites d'instruments et d'ateliers de facture d'orgue. Ces activités ont lieu principalement à Tournai mais peuvent, ponctuellement, être organisées dans d'autres endroits.

## Les Conférences de Saint-Grégoire
En 2003, Stéphane Detournay crée Les Conférences de Saint-Grégoire ont été créées en 2003. Elles se fixent pour objectifs d’aborder des sujets à caractère historique, philosophique, esthétique et spirituel, et de contribuer à leur mise en perspective avec l’ouverture culturelle et intellectuelle prônée par l’Académie. Elles prolongent les conférences organisées par le chanoine Abel Delzenne dans le cadre des Matinées de Saint-Grégoire, entre 1948 et 1961. 

## Le Courrier de Saint-Grégoire
Depuis 2012, une revue électronique intitulée Le Courrier de Saint-Grégoire est publiée mensuellement (de novembre à juin). Outre les articles mettant en perspective les activités de l'établissement, elle traite de sujets à caractère historique, musicologique, esthétique, sociologique, ethnologique et spirituel.

## Personnalités liées à l'École Saint-Grégoire

### Directeurs
- 1878 à 1891 : Chanoine Frédéric Maton
- 1891 à 1946 : Chanoine Joseph-Jules Dedoncker
- 1946 à 1981 : Chanoine Abel Delzenne
- 1981 à 1988 : Henri Barbier
- Depuis 1988 : Stéphane Detournay

### Alumni
- Jean Absil : organiste, pédagogue, compositeur[15], membre de l'Académie royale de Belgique.
- Henri Barbier : organiste, maître de chapelle, fondateur de La Chapelle Musicale[16], inspecteur de l'enseignement musical, directeur du Conservatoire royal de Mons.
- Abel Debourle : organiste, compositeur, pédagogue[17].
- Jean-Pierre Deleuze : compositeur, pédagogue, professeur à ARTS2 ,membre de l'Académie royale de Belgique.
- Pierre Deroubaix : organiste (élève de Charles Hens et de Maurice Guillaume)
- Paul Desnouck : organiste, artiste sculpteur[18].
- Stéphane Detournay, organiste, pédagogue, musicologue et esthéticien, professeur au Conservatoire royal de Mons.
- David Dupire : pianiste, organiste, pédagogue, écrivain[19].
- Coline Dutilleul : cantatrice.
- Noé Gillerot : compositeur[20].
- Alexandra Kabalan : philosophe, organiste et cheffe de chœur.
- Roland Servais : organiste, musicologue, expert en facture d'orgue[21], auteur de L'Inventaire des orgues de Wallonie.
- Virginie Stricanne : organiste, artiste peintre[22].